# Stadio Denden
Lo Stadio Denden  è un impianto sportivo di Asmara, costruito nel 1958. Oggi è utilizzato principalmente per le partite di calcio dalla squadra del Denden FC. Lo stadio ha una capacità di 10000 persone.